# Meerbusch
Meerbusch település Németországban, azon belül Észak-Rajna-Vesztfália tartományban. Lakosainak száma 57 440 fő (2023. december 31.). Meerbusch Willich, Krefeld, Duisburg, Düsseldorf, Neuss és Kaarst községekkel határos.

## Népesség
A település népességének változása:
| Lakosok száma | 50 800 | 55 755 | 54 892 | 55 548 | 6189 | 56 189 | 56 855 | 57 422 | 57 440 |
|               | 1975   | 2012   | 2015   | 2017   | 2018 | 2019   | 2021   | 2022   | 2023   |